# أسا لارسون
أسا لارسون (بالسويدية: Åsa Larsson) هي كاتِبة سويدية، ولدت في 28 يونيو 1966 في أوبسالا في السويد.

## وصلات خارجية
- أسا لارسون على موقع IMDb (الإنجليزية)
- أسا لارسون على موقع ميوزك برينز (الإنجليزية)